# 18542 Броліо
18542 Броліо (18542 Broglio) — астероїд головного поясу, відкритий 29 грудня 1996 року.
Тіссеранів параметр щодо Юпітера — 3,373.